# Hong Xiuquan
Hong Xiuquan (洪秀全, 1 de janeiro de 1814 – 1 de junho de 1864), nascido Hong Huoxiu (洪火秀) e com o nome de cortesia Renkun (洪仁坤), foi um revolucionário chinês e líder religioso que liderou a Rebelião Taiping contra a dinastia Qing. Ele estabeleceu o Reino Celestial Taiping em várias partes do sul da China, com ele mesmo como o "Rei Celestial" e autoproclamado irmão mais novo de Jesus Cristo.
Nascido de uma família hacá na província de Cantão, Hong afirmou ter tido visões místicas depois de ter falhado nos exames imperiais. Passou a acreditar que o seu pai celestial que viu nas visões era Deus Pai, que o seu irmão celestial mais velho era Jesus Cristo e que tinha sido incumbido de livrar o mundo da adoração aos demônios. Rejeitou o confucionismo e começou a propagar a sua própria versão única do cristianismo no sul da China. Seu associado Feng Yunshan fundou então a Sociedade dos Adoradores de Deus para difundir os ensinamentos de Hong. Em 1850, a seita de Hong tinha mais de 10 mil seguidores e entrava cada vez mais em conflito com as autoridades Qing.
Em janeiro de 1851, Hong organizou um exército rebelde e derrotou as forças Qing em Jintian, marcando o início da Rebelião Taiping. Declarou-se então o Rei Celestial do Reino Celestial Taiping. Os rebeldes Taiping capturaram a cidade de Nanquim em março de 1853 e declararam-na Tianjing, Capital Celestial do reino, após o qual Hong retirou-se para seu novo palácio e começou a governar através de proclamações. Começou a desconfiar cada vez mais de Yang Xiuqing, o seu colega líder Taiping, e planeou o assassinato de Yang num expurgo em 1856, o que se transformou num novo expurgo de mais líderes Taiping. O reino gradualmente perdeu terreno e, em junho de 1864, frente ao avanço Qing, Hong morreu após um período de doença e foi sucedido por seu filho, Hong Tianguifu. Nanquim caiu um mês depois.

## Infância e educação
Hong Xiuquan, nascido "Hong Huoxiu", era o terceiro e o filho mais novo de uma família hacá. Algumas fontes afirmam que sua família era "bem de vida". Ele nasceu na aldeia de Fuyuanshui, no condado de Hua (agora parte do distrito de Huadu) na cidade de Cantão, província de Cantão, filho de Hong Jingyang, um agricultor e chefe eleito, e madame Wang. Ele e sua família se mudaram para a aldeia de Guanlubu logo após seu nascimento. Ao se casar com sua esposa Lai Xiying, Hong recebeu o nome de cortesia "Renkun". Sua irmã, Hong Xuanjiao, tornou-se a comandante do batalhão feminino durante a Rebelião Taiping.
Hong mostrou interesse em uma bolsa de estudos desde tenra idade, então sua família fez sacrifícios financeiros para fornecer uma educação formal para ele, na esperança de que um dia ele pudesse concluir todos os exames do serviço público. Hong começou a estudar em uma escola primária em sua aldeia aos cinco anos de idade. Ele foi capaz de recitar os Quatro Livros depois de cinco ou seis anos. Ele então prestou os exames preliminares do serviço civil local de xiucai e ficou em primeiro lugar. Alguns anos depois, ele viajou para a cidade vizinha de Cantão para fazer os exames imperiais. Ele não teve sucesso e, como seus pais não tinham condições de continuar sua educação, ele foi forçado a retornar ao trabalho agrícola. No ano seguinte, ele acompanhou um colega de escola rico para estudar em outro lugar durante um ano, e tornou-se professor da aldeia ao retornar.
Em 1836, aos 22 anos, Hong retornou à cidade de Cantão para refazer os exames imperiais. Em Cantão, Hong ouviu Edwin Stevens, um missionário estrangeiro, e seu intérprete pregando sobre o cristianismo. Deles, Hong recebeu um conjunto de panfletos intitulados "Boas Palavras para Exortar a Era", que foram escritos por Liang Fa, assistente de Stevens, e continham trechos da Bíblia junto com homilias e outros materiais preparados por Liang. Supostamente, Hong apenas olhou brevemente para esses panfletos e não prestou muita atenção a eles na época. Sem surpresa, ele novamente falhou nos exames imperiais, que tinham uma taxa de aprovação de menos de um por cento.

## Visões e iconoclastia
Em 1837, Hong tentou e falhou nos exames imperiais pela terceira vez, levando-o a um colapso nervoso. Ele delirou por dias, a ponto de sua família temer por sua vida. Enquanto convalescia, Hong sonhou que visitava o céu, onde descobriu que possuía uma família celestial distinta de sua família terrena, que incluía um pai celestial, mãe, irmão mais velho, cunhada, esposa e filho. Seu pai celestial, vestindo uma túnica de dragão negra e chapéu de abas altas com uma longa barba dourada, lamentou que os homens estivessem adorando demônios em vez de ele mesmo, e presenteou Hong com uma espada e um selo dourado para matar os demônios infestando o Céu. Além disso, ele fez isso com a ajuda de seu irmão mais velho celestial e um exército celestial. A figura paterna mais tarde informou a Hong que seu nome violava tabus e tinha que ser mudado, sugerindo como uma opção o apelido "Hong Xiuquan", que foi adotado por Hong. Em visões posteriores, Hong declararia que também viu Confúcio sendo punido pelo pai celestial de Hong por desviar o povo. Seus conhecidos diriam mais tarde que, depois de acordar de seus sonhos, Hong tornou-se mais cuidadoso, amigável e aberto, enquanto seu ritmo se tornou imponente e firme e sua altura e tamanho aumentaram. Hong parou de estudar para os exames imperiais e procurou trabalho como professor. Nos anos seguintes, Hong ensinou em várias escolas na área de sua cidade natal.
Em 1843, Hong falhou nos exames imperiais pela quarta e última vez. Foi só então, motivado por uma visita de seu primo, que Hong tomou tempo para examinar cuidadosamente os panfletos cristãos que havia recebido. Depois de ler esses panfletos, Hong passou a acreditar que eles lhe deram a chave para interpretar suas visões: seu pai celestial era Deus Pai (a quem ele identificou como Shangdi da tradição chinesa), o irmão mais velho que ele tinha visto era Jesus Cristo, e ele havia sido instruído a livrar o mundo da adoração de demônios. Essa interpretação o levou a concluir que ele era o filho literal de Deus e irmão mais novo de Jesus. Em contraste com alguns dos líderes posteriores de seu movimento, Hong parece ter genuinamente acreditado em sua ascensão ao céu e missão divina. Depois de chegar a essa conclusão, Hong começou a destruir ídolos e a pregar com entusiasmo sua interpretação do cristianismo. Como um gesto simbólico para purgar a China do confucionismo, ele e o primo pediram para serem forjadas duas espadas gigantes de três chi (1 metro) de comprimento e nove jin (cerca de 4,5kg), chamadas de "espadas matadoras de demônios" (斬妖劍).
Hong começou queimando todas as estátuas e livros confucionistas e budistas em sua casa e começou a pregar para sua comunidade sobre suas visões. Alguns de seus primeiros convertidos eram parentes dele que também haviam sido reprovados em seus exames e pertenciam à minoria hacá, Feng Yunshan e Hong Rengan. Ele colaborou com eles para destruir estátuas sagradas em pequenas aldeias, para a ira dos cidadãos e funcionários locais. Os atos de Hong e de seus convertidos foram considerados sacrilégios e foram perseguidos por confucionistas que os forçaram a deixar suas posições como tutores da aldeia. Em abril de 1844, Hong, Feng Yunshan e dois outros parentes de Hong deixaram o condado de Hua para viajar e pregar. Eles viajaram primeiro para a cidade de Cantão e pregaram nas áreas periféricas antes de seguirem para o noroeste. Lá, Hong e Feng Yunshan se separaram antes de viajar cerca de 400km a sudoeste até a aldeia de Sigu, condado de Guiping, Quancim, onde residiam parentes distantes de Hong, incluindo dois primeiros convertidos que voltaram para casa. É em ou perto de Sigu que Hong começa a redigir "Exortações para Adorar o Único Deus Verdadeiro", seu primeiro trabalho substancial. Em novembro de 1844, depois de ter pregado em Quancim por cinco meses, Hong voltou para casa sem Feng e retomou seu emprego anterior como professor de aldeia, enquanto continuava a escrever folhetos religiosos.

### Os "Adoradores de Deus"
Em 1847, Hong Xiuquan foi convidado por um membro da União Chinesa para estudar com o missionário batista americano do sul, reverendo Issachar Jacox Roberts. Hong aceitou o convite e viajou para a cidade de Cantão com seu primo, Hong Rengan. Uma vez lá, Hong estudou as traduções de Karl Gützlaff do Antigo e do Novo Testamento, converteu-se ao protestantismo e pediu para ser batizado por Roberts. Roberts se recusou a fazê-lo, possivelmente porque Hong foi enganado pelos outros convertidos para solicitar ajuda monetária de Roberts. Hong deixou a cidade de Cantão em 12 de julho de 1847 para procurar Feng Yunshan. Embora roubado de todos os seus bens, incluindo sua espada matadora de demônios, por bandidos na cidade de Meizixun, ele finalmente alcançou as montanhas Zijing em 27 de agosto de 1847. Lá, ele se reuniu com Feng e descobriu a "Sociedade dos Adoradores de Deus" que Feng havia fundado.
Em janeiro de 1848, Feng Yunshan foi preso e banido para a província de Cantão, e Hong Xiuquan partiu para Cantão pouco depois para se reunir novamente com Feng. Na ausência de Feng e Hong, Yang Xiuqing e Xiao Chaogui emergiram juntos para liderar os "Adoradores de Deus". Ambos afirmavam entrar em transes que lhes permitiam falar como membros da Trindade; Deus Pai no caso de Yang e Jesus Cristo no caso de Xiao. Quando Hong e Feng retornaram no verão de 1849, eles investigaram as alegações de Yang e Xiao e as declararam genuínas. Hong ministrou aos fiéis em reuniões ao ar livre, lembrando fortemente os avivamentos de tendas batistas que ele testemunhou com Issachar Roberts.
A maior parte do conhecimento de Hong Xiuquan das escrituras veio dos livros conhecidos como "Boas Palavras para Admoestar a Era", escritos pelo pregador chinês Liang Fa, bem como uma Bíblia localizada traduzida para o chinês. Muitos missionários ocidentais ficaram com ciúmes de Hong e de seu ministério local. Esses missionários concorrentes gostavam de espalhar rumores difamatórios, como sua "falta de batismo". Hong e seu primo foram ambos batizados de acordo com a forma prescrita no panfleto de Liang Fa.
Em 1847, Hong começou sua tradução e adaptação da Bíblia, o que veio a ser conhecido como "Versão Taiping Autorizada da Bíblia", ou "A Bíblia Taiping", que ele baseou na tradução de Gutzlaff. Ele apresentou a seus seguidores a Bíblia como uma visão da religião autêntica que existia na China antiga antes de ser exterminada por Confúcio e pelo sistema imperial. A divindade do Antigo Testamento punia as nações más e recompensava aqueles que seguiam seus mandamentos, até mesmo suas leis sobre música, comida e de casamento.
Hong fez algumas pequenas alterações no texto, como corrigir erros de impressão e melhorar o estilo da prosa, mas adaptou o significado em outros lugares para se adequar à sua própria teologia e ensinamentos morais. Por exemplo, em Gênesis 27:25 os israelitas não bebiam vinho, e em Gênesis 38:16-26 ele omitiu as relações sexuais entre o pai e a viúva de seu filho. Hong pregou uma mistura de utopismo comunitário, evangelismo e sincretismo oriental. Enquanto proclamava igualdade sexual, a seita segregou os homens das mulheres e encorajou todos os seus seguidores a depositar seus bens em um tesouro comunitário.
Quando Hong retornou a Quancim, ele descobriu que Feng Yunshan havia acumulado cerca de 2 mil seguidores. Quancim era uma área perigosa com muitos grupos de bandidos nas montanhas e piratas nos rios. Talvez devido a essas preocupações mais graves, as autoridades foram amplamente tolerantes com Hong e seus seguidores. No entanto, a instabilidade da região fez com que os seguidores de Hong fossem inevitavelmente atraídos para conflitos com outros grupos, principalmente por causa de sua etnia predominantemente hacá. Há registros de numerosos incidentes quando aldeias e clãs locais, bem como grupos de piratas e bandidos, entraram em conflito com as autoridades e responderam fugindo para se juntar ao movimento de Hong. A crescente tensão entre a seita e as autoridades foi provavelmente o fator mais importante na decisão final de Hong de se rebelar.

### Interpretações
Hong Xiuquan foi considerado por historiadores como uma figura de xamã ou médium no contexto local chinês (geralmente chamados wu, 巫, em chinês), que recebe possessão espiritual de uma entidade conforme as antigas práticas religiosas. O condado de Hua, onde Hong nasceu, possuía diversas linhagens religiosas e cultos taoistas, budistas e populares, incluindo práticas de possessão espiritual e exorcismo. Donald Sutton considera que a história dos eventos desencadeadores que o levaram a acreditar ser o salvador do mundo, após sua falha acadêmica, descreve um clássico curso de desenvolvimento de uma doença xamânica iniciatória, e que a possessão espiritual e sua comunicação por líderes de Taiping foi uma aplicação política do xamanismo chinês. Barend J. ter Haar considera a descrição como podendo ser enquadrada como um "voo da alma xamânico", e que há antigos precedentes de tradições taoistas e posteriores cultos surgidos em torno de médiuns carismáticos na China.
Hong não considerava nem Jesus, nem a si mesmo como divinos. Ele afirmava que o Cristo e Deus Pai desceram mediunicamente em Jesus, assim como estavam descendo sobre ele. Adotou também muitas práticas contrárias a doutrinas cristãs: oferecer comida e vinho a Deus; queimar dinheiro de papel aos mortos; interpretar auspícios; e a poligamia para altos oficiais. Para ele, a morte de Jesus tinha valor incompleto para a salvação, pois considerava que os manchus afastavam as pessoas de Deus. Em suas interpretações do Novo Testamento, também evidencia a mescla de alguns conceitos do budismo.
Deus era entendido como contendo uma família divina, formada por Pessoas separadas, diferentes do Pai. Devido, à importância generalizada das polaridades de masculino e feminino na China, para Hong Xiuquan, Deus como Pai exigia também o conceito de "Mãe". Assim, enquanto ele próprio, como Irmão mais Novo, se representava como o Sol e o imperador, também considerava a sua esposa como a contraparte: Cunhada, Lua e imperatriz.
Sua versão traduzida em chinês da Bíblia era considerada o texto supremo. Há uma versão de 1853, e outra de 1861, com seus comentários e amplas e livres modificações.

## Rebelião e o Reino Celestial
Em 1850, Hong tinha entre 10 mil e 30 mil seguidores. As autoridades ficaram alarmadas com o tamanho crescente da seita e ordenaram que se dispersassem. Uma força local foi enviada para atacá-los quando eles se recusaram, mas as tropas imperiais foram derrotadas e um vice-magistrado foi morto. Um ataque em grande escala foi lançado pelas forças do governo no primeiro mês de 1851, no que veio a ser conhecido como o Levante de Jintian, em homenagem à cidade de Jintian (atual Guiping, Quancim), onde a seita estava localizada. Os seguidores de Hong saíram vitoriosos e decapitaram o comandante manchu do exército do governo. Hong declarou a fundação do Reino Celestial Taiping em 11 de janeiro de 1851. Apesar dessa evidência de planejamento, Hong e seus seguidores enfrentaram desafios imediatos. O Exército Padrão Verde local os superava em número de dez para um, e recrutou a ajuda dos piratas do rio para manter a rebelião contida em Jintian. Após um mês de preparação, os rebeldes conseguiram romper o bloqueio e abrir caminho para a cidade de Yongan (não confundir com Yong'an), que foi capturada por eles em 25 de setembro de 1851.
Hong e suas tropas permaneceram em Yongan por três meses, sustentados por proprietários de terras locais que eram hostis à dinastia Qing governada pelos manchus. O exército imperial se reagrupou e lançou outro ataque aos rebeldes em Yongan. Tendo ficado sem pólvora, os seguidores de Hong abriram caminho pela espada e se dirigiram para a cidade de Guilin, à qual eles sitiaram. No entanto, as fortificações de Guilin provaram ser muito fortes, e Hong e seus seguidores finalmente desistiram e partiram para o norte, em direção a Hunão. Lá eles encontraram uma milícia de elite criada por um membro local da pequena nobreza especificamente para reprimir as rebeliões camponesas. As duas forças lutaram  em 10 de junho de 1852, onde os rebeldes foram forçados a recuar e 20% de suas tropas foram mortas. No entanto, em março de 1853, as forças de Hong conseguiram tomar Nanquim e a transformaram na capital de seu movimento.
Depois de estabelecer sua capital em Nanquim, Hong implementou um ambicioso programa de reforma e modernização. Ele criou uma elaborada burocracia civil, reformou o calendário usado em seu reino, proibiu o uso de ópio e introduziu uma série de reformas destinadas a tornar as mulheres mais iguais socialmente em relação aos homens. Hong governava fazendo frequentes proclamações de seu Palácio Celestial, exigindo o cumprimento estrito de várias regras morais e religiosas. A maior parte do comércio foi suprimida e algumas propriedades comunais foram introduzidas. A poligamia foi proibida e homens e mulheres foram separados, embora Hong e outros líderes mantivessem grupos de concubinas.
Yang Xiuqing, também conhecido como o "Rei do Leste", foi um colega líder Taiping que dirigiu campanhas militares bem-sucedidas e que muitas vezes afirmava falar com a voz de Deus. Hong tornou-se cada vez mais desconfiado das ambições de Yang e sua rede de espiões. Em 1856, ele e outros da elite de Taiping mataram Yang e sua família em um expurgo que posteriormente ficou fora de controle, resultando no expurgo de seu principal perpetrador Wei Changhui.
Após uma tentativa fracassada dos rebeldes de Taiping de tomar Xangai em 1860, as forças do governo Qing, auxiliadas por oficiais ocidentais, ganharam terreno lentamente.

## Morte
Na primavera de 1864, Tianjing (o nome de Nanquim – ou Nanjing – durante o Reino Celestial Taiping) estava sitiada e perigosamente sem alimentos. A solução de Hong foi ordenar que seus súditos comessem maná, que foi traduzido para o chinês como orvalho adocicado e uma erva medicinal. O próprio Hong recolheu ervas daninhas do terreno de seu palácio, que ele então comeu. Hong adoeceu em abril de 1864, possivelmente devido à ingestão das ervas daninhas, e morreu em 1º de junho de 1864. Embora Hong provavelmente tenha morrido de sua doença, suicídio por veneno também foi sugerido. Ele foi enterrado em uma mortalha de seda amarela e sem um caixão, de acordo com o costume Taiping, perto do antigo Palácio Imperial Ming. Ele foi sucedido por seu filho adolescente, Hong Tianguifu.
Em 30 de julho de 1864, as forças Qing exumaram, decapitaram e queimaram seu corpo. Isso foi realizado por ordem de Zeng Guofan para verificar sua morte. As cinzas de Hong foram posteriormente explodidas de um canhão para garantir que seus restos mortais não tivessem lugar de descanso como punição eterna pela revolta.

## Publicações
- Decreto Imperial de Taiping 《太平詔書》 (1852)
- A série Instruções Sobre o Caminho Original 《原道醒世訓》系列 (1845-1848): incluído posteriormente no Decreto Imperial de Taiping. A série é proclamada pelo Departamento de Assuntos Nacionais da República Popular da China como um Documento Significativo Nacional Protegido em 1988.
  - Instruções Sobre o Caminho Original Pars Salvar o Mundo 《原道救世訓》
  - Instruções Sobre o Caminho Original Para Despertar o Mundo 《原道醒世訓》
  - Instruções Sobre o Caminho Original de Fazer o Mundo se Realizar  《原道覺世訓》
- O Poema do Pai Celestial  《天父詩》 (1857)
- Novo Ensaio Sobre Economia e Política 《資政新篇》 (1859)

### Poesia
O poema a seguir, intitulado Poema Sobre Executar o Mal e Preservar o Justo (斬邪留正詩), escrito em 1837 por Hong Xiuquan, ilustra seu pensamento e objetivo religioso que mais tarde levou ao estabelecimento do "Reino Celestial Taiping". Observe que na sétima linha, o nome do reino que ainda está por vir é mencionado.
| 《斬邪留正詩》   | Poema Sobre Executar o Mal e Preservar o Justo                     |
| 手握乾坤殺伐權， | Na minha mão eu empuno o Universo e o poder de atacar e matar,     |
| 斬邪留正解民懸。 | Eu mato o mal, preservo o justo e alivio o sofrimento do povo.     |
| 眼通西北江山外， | Meus olhos vêem além do oeste, do norte, dos rios e das montanhas, |
| 聲振東南日月邊。 | Minha voz estremece o leste, o sul, o sol e a lua.                 |
| 璽劍光榮存帝賜， | A gloriosa espada da autoridade foi dada pelo Senhor,              |
| 詩章憑據誦爺前， | Poemas e livros são evidências que louvam a Yahweh diante dEle.    |
| 太平一統光世界， | Taiping [Paz Perfeita] unifica o Mundo da Luz,                     |
| 威風快樂萬千年。 | O ar dominador será alegre por miríades de milênios.               |

## Legado
Pontos de vista e opiniões sobre Hong diferem muito. Os comunistas sob Mao Tsé-tung geralmente admiravam Hong e sua rebelião como uma revolta camponesa legítima que antecipou a sua. Sun Yat-sen veio da mesma área que Hong e dizia-se que se identificava com Hong desde a sua infância.
Para honrar seu legado, a República Popular da China estabeleceu um pequeno museu em 1959, o "Museu Memorial da Antiga Residência de Hong Xiuquan" (洪秀全故居紀念館), em sua terra natal, onde há uma longan plantada por ele. A placa do museu é escrita pela famosa figura literária Guo Moruo (1892–1978). A residência e o Câmara do Livro foram renovados em 1961.
Tem havido um debate acadêmico ativo sobre o grau em que Hong é semelhante ou diferente do fundador do Falun Gong, Li Hongzhi. Estudiosos que defendem a opinião de que existe uma forte semelhança entre Li e Hong observam que ambos reuniram um grande número de pessoas em torno de uma causa religiosa ou espiritual para desafiar o status quo. Estudiosos que disputam um relacionamento próximo observam que as intenções políticas de Li são discutíveis.

### Citações
1. ↑  Bohr, P. Richard (2009). «Did the Hakka Save China? Ethnicity, Identity, and Minority Status in China's Modern Transformation». College of Saint Benedict and Saint John's University. Headwaters. 26: 13
2. 1 2 3  Jen 1973, p. 10.
3. 1 2 3  Michael & Chang 1966, p. 35.
4. 1 2 3 4 5 6  Li 2012, p. 165.
5. 1 2  Jen 1973, p. 12.
6. ↑  Wakeman, Frederic Jr. (1975). The Fall of Imperial China. [S.l.]: Free Press. ISBN 9780029336908
7. ↑  Michael & Chang 1966, pp. 21–22.
8. ↑  Jen 1973, pp. 11–12.
9. ↑  Spence 1996, p. 27.
10. 1 2 3 4 5  Jen 1973, p. 13.
11. ↑  Jen 1973, p. 14.
12. ↑  Jen 1973, pp. 14–15.
13. ↑  Gray 1990, p. 55.
14. ↑  Jen 1973, pp. 15–18.
15. 1 2  Michael & Chang 1966, p. 23.
16. ↑  Spence 1996, pp. 47–48.
17. 1 2  Spence 1996, p. 48.
18. ↑  Spence 1996, p. 49.
19. ↑  Michael & Chang 1966, p. 28.
20. ↑  Hamberg, Theodore (1854). The Visions of Hung-Siu-tshuen and Origin of the Kwang-si Insurrection. Hong Kong: [s.n.]
21. ↑  Jen 1973, p. 19.
22. ↑  Jen 1973, p. 20.
23. ↑  De Bary, Wm. Theodore; Lufrano, Richard (2000). Sources of Chinese Tradition. 2. [S.l.]: Columbia University Press. pp. 213–215. ISBN 978-0-231-11271-0
24. ↑  Spence 1996, p. 64.
25. ↑  Spence 1996, p. 65.
26. ↑  Michael & Chang 1966, p. 36.
27. ↑  Spence 1996, p. 67
28. ↑  Spence 1996, p. 67.
29. ↑  Spence 1996, p. 69.
30. 1 2  Spence 1996, p. 71.
31. ↑  Spence 1996, p. 72.
32. ↑  Spence 1996, pp. 78–79.
33. 1 2 3 4  Spence 1996, p. 93.
34. ↑  China A to Z: Everything You Need to Know to Understand Chinese Customs and Culture. [S.l.]: Penguin. 25 de novembro de 2014. ISBN 9780142180846
35. ↑  Spence 1996, pp. 93–94.
36. ↑  Spence 1996, pp. 94–95.
37. ↑  Spence 1996, p. 95.
38. ↑  Michael & Chang 1966, pp. 34–37.
39. ↑  Michael & Chang 1966, p. 37.
40. ↑  Crossley, Pamela Kyle (2010). The Wobbling Pivot: China Since 1800. [S.l.: s.n.]
41. ↑  Michael & Chang 1966, p. 25.
42. 1 2  Reilly 2004, pp. 74–79.
43. ↑  Michael & Chang 1966, p. 47.
44. ↑  Michael 1966, p. 68.
45. ↑  Klein, Thoralf (dezembro de 2011). «Conversion to Protestant Christianity in China and the 'supply-side model': explaining changes in the Chinese religious field». Religion. 41 (4): 611-612. ISSN 0048-721X. doi:10.1080/0048721x.2011.624694
46. ↑  Paper, Jordan D. (1995). The Spirits are Drunk: Comparative Approaches to Chinese Religion (em inglês). [S.l.]: State University of New York Press. pp. 237–238; 248–257
47. ↑  Goossaert, Vincent (2022). Making the Gods Speak: The Ritual Production of Revelation in Chinese Religious History. Col: Harvard-Yenching Institute Monograph Series 131 (em inglês). Cambridge; Londres: Harvard University Asia Center. pp. 272; 291-292
48. ↑  Haar, Barend Ter (11 de maio de 2023). «The Demonological Framework of the Heavenly Kingdom of Great Peace». In:  Kitts, Margo. The Cambridge Companion to Religion and War (em inglês). [S.l.]: Cambridge University Press
49. ↑  Sutton, Donald S. (2000). «From Credulity to Scorn: Confucians Confront the Spirit Mediums in Late Imperial China». Late Imperial China. 21 (2): 25–26. ISSN 1086-3257. doi:10.1353/late.2000.0010
50. ↑  Haar, Barend J. Ter (26 de maio de 2015). «China». In:  [1]. Spirit Possession around the World: Possession, Communion, and Demon Expulsion across Cultures (em inglês). [S.l.]: Bloomsbury Publishing USA
51. 1 2  Dunn, Emily (novembro de 2016). «Reincarnated Religion? The Eschatology of the Church of Almighty God in Comparative Perspective». Studies in World Christianity. 22 (3): 224. ISSN 1354-9901. doi:10.3366/swc.2016.0157
52. 1 2  Paper, Jordan D. (1995). The Spirits are Drunk: Comparative Approaches to Chinese Religion (em inglês). [S.l.]: State University of New York Press. pp. 237–238; 248–257
53. ↑  Paper, Jordan D. (1995). The Spirits are Drunk: Comparative Approaches to Chinese Religion (em inglês). [S.l.]: State University of New York Press. pp. 237–238; 248–257
54. ↑  Klein, Thoralf (dezembro de 2011). «Conversion to Protestant Christianity in China and the 'supply-side model': explaining changes in the Chinese religious field». Religion. 41 (4): 611-612. ISSN 0048-721X. doi:10.1080/0048721x.2011.624694
55. ↑  Tong, Clement Tsz Ming (agosto de 2022). «Taiping Ideology and the Rewriting of the Chinese Bible». The Bible Translator (em inglês) (2): 268–279. ISSN 2051-6770. doi:10.1177/20516770221109851
56. ↑  Kuhn 1978.
57. ↑  (Cambridge University Press, 1978).
58. ↑  Spence 1996, p. 324.
59. ↑  Spence 1996, pp. 324–325.
60. 1 2 3 4 5  Spence 1996, p. 325.
61. ↑  Michael & Chang 1966, p. 173.
62. ↑  Spence 1996, p. 371.
63. 1 2  Cohen 2003, p. 212.
64. ↑  Porter, Noah (2003). Falun Gong in the United States: An Ethnographic Study. [S.l.]: Universal-Publishers. pp. 89–92. ISBN 978-1-58112-190-2